# Supercopa da Espanha de 2024–25
A Supercopa da Espanha de 2025 foi a 41.ª edição do torneio, uma competição anual de futebol para clubes do sistema da liga espanhola de futebol que tiveram sucesso em suas principais competições na temporada anterior.
O Barcelona venceu o torneio e conquistou seu décimo quinto título da Supercopa da Espanha.

## Qualificação
O torneio apresenta os campeões e vice-campeões da Copa del Rey de 2023–24 e da La Liga de 2023–24.

### Equipes qualificadas
As quatro equipes a seguir se classificaram para o torneio. 
| Equipe          | Método de qualificação                  | Participações | Última participação como | Desempenho   | Desempenho   | Desempenho     |
| Equipe          | Método de qualificação                  | Participações | Última participação como | Vencedor(es) | Vice-campeão | Semifinalistas |
| --------------- | --------------------------------------- | ------------- | ------------------------ | ------------ | ------------ | -------------- |
| Real Madrid     | Vencedor da La Liga de 2023–24          | 21            | Campeão de 2023–24       | 13           | 6            | 1              |
| Athletic Bilbao | Campeão da Copa del Rey de 2023–24      | 7             | vice-campeão de 2021–22  | 3            | 3            | 0              |
| Barcelona       | Vice-campeão da La Liga de 2023–24      | 29            | vice-campeão de 2023–24  | 14           | 12           | 2              |
| Mallorca        | Vice-campeão da Copa del Rey de 2023–24 | 3             | vice-campeão de 2003     | 1            | 1            | 0              |

## Local
Todas as três partidas serão realizadas no Cidade dos Esportes Rei Abdullah, em Gidá, Arábia Saudita.
| Gidá                             | GidáSupercopa da Espanha de 2024–25 (Arábia Saudita) |
| -------------------------------- | ---------------------------------------------------- |
| Cidade dos Esportes Rei Abdullah | GidáSupercopa da Espanha de 2024–25 (Arábia Saudita) |
| Capacidade: 62 241               | GidáSupercopa da Espanha de 2024–25 (Arábia Saudita) |
|                                  | GidáSupercopa da Espanha de 2024–25 (Arábia Saudita) |

## Partidas
- Os horários listados são SAST (UTC+3).

### Suporte
|  | Semifinais                  | Semifinais |                              |   | Final | Final |
|  |                             |            |                              |   |       |       |
|  | 9 de janeiro de 2025 – Gidá |            |                              |   |       |       |
|  |                             |            |                              |   |       |       |
|  | Real Madrid                 | 3          |                              |   |       |       |
|  | Real Madrid                 | 3          | 12 de janeiro de 2025 – Gidá |   |       |       |
|  | Mallorca                    | 0          |                              |   |       |       |
|  | Mallorca                    | 0          | Real Madrid                  | 2 |       |       |
|  | 8 de janeiro de 2025 – Gidá |            | Real Madrid                  | 2 |       |       |
|  |                             | Barcelona  | 5                            |   |       |       |
|  | Athletic Bilbao             | Barcelona  | 5                            | 0 |       |       |
|  | Athletic Bilbao             |            |                              | 0 |       |       |
|  | Barcelona                   | 2          |                              |   |       |       |
|  | Barcelona                   | 2          |                              |   |       |       |

### Semifinais
| 8 de janeiro | Athletic Bilbao | 0 – 2     | Barcelona            | Cidade dos Esportes Rei Abdullah, Gidá                |
| 22:00        |                 | Relatório | 17' Gavi · 52' Yamal | Público: 42 000 Árbitro: ESP Miguel Ángel Ortiz Arias |

| 9 de janeiro | Real Madrid                                    | 3 – 0     | Mallorca | Cidade dos Esportes Rei Abdullah, Gidá                    |
| 22:00        | 63' Bellingham · 90+2' Valjent · 90+5' Rodrygo | Relatório |          | Público: 62 242 Árbitro: ESP Ricardo de Burgos Bengoetxea |

### Final
| 12 de janeiro | Real Madrid             | 2 – 5     | Barcelona                                                            | Cidade dos Esportes Rei Abdullah, Gidá         |
| 22:00         | 5' Mbappé · 60' Rodrygo | Relatório | Yamal 22' · Lewandowski 36' (pen) · Raphinha 39', 48' · Balde 45+10' | Público: 62 345 Árbitro: ESP Jesús Gil Manzano |

## Campeão
| Supercopa da Espanha de 2025 |
| ---------------------------- |
| Barcelona (15° título)       |